# Powiat Itano
Powiat Itano (jap. 板野郡 Itano-gun) – powiat w Japonii, w prefekturze Tokushima. W 2024 roku liczył 96 153 mieszkańców.

## Miejscowości
- Aizumi
- Itano
- Kamiita
- Kitajima
- Matsushige